# Трибоелектричний барабанний сепаратор

Трибоелектричний барабанний сепаратор

Для розділення суміші мінералів, які представлені непровідниками, застосовують трибоелектричну сепарацію. В трибоелектричних сепараторах поле може бути однорідним і неоднорідним. Середовище сепарації — повітря. Використовуються в основному трибоелектричні сепаратори барабанні, камерні, лоткові і трубчаті.
Трибоелектричні барабанні сепаратори (рис.) призначені для розділення корисних копалин, що складаються з суміші зерен діелектриків і напівпровідників, які здатні при електризації тертям одержувати різнойменні заряди.
Сепаратор має зарядний пристрій в формі вібролотка 2, який укомплектований підігрівачем для підігріву мінералів схильних до піроелектризації до 120—200°С. Розділення відбувається в електростатичному неоднорідному полі постійної полярності напруженістю 2 — 4 кВ/см. Електростатичне поле створюється між металевим заземленим електродом і циліндричним електродом, на який подається висока напруга. Полярність напруги підбирається з урахуванням знака заряду, що отримують мінерали при електризації.
Барабанні електроди виготовляють з міді, латуні, нержавіючої сталі, при цьому вибір матеріалу для електродів при сепарації руд різного речовинного складу визначається характером контактних явищ, які відбуваються між частинками і барабаном.
Сепаратори цього типу застосовуються для розділення польових шпатів і кварцу, при збагаченні фосфоритів, вермікуліту та інших матеріалів. Крупність матеріалу, який перероблюється в трибоелектростатичних сепараторах складає 0,1 — 1,7 мм. Такі сепаратори можуть бути використані й для розділення за електропровідністю, але для цієї мети вони практично не використовуються, тому що коронні сепаратори для цього більш ефективні.
Технічні характеристики трибоелектричних барабанних сепараторів